# Los vaqueros de Moo Mesa
Los vaqueros de Moo Mesa (título original en inglés Wild West C.O.W.-Boys of Moo Mesa) es una serie de televisión animada estadounidense de 1992-1993 creada por el dibujante de cómics Ryan Brown, conocido por su trabajo en Las Tortugas Ninja. Se emitió como parte de la programación de ABC del sábado por la mañana.
Fue producida por Greengrass Productions y Mini Mountain Productions en asociación con King World Productions y Flextech Television, siendo animada por Gunther-Wahl Productions para su primera temporada, y Ruby-Spears Enterprises para su segunda temporada. En el momento del lanzamiento, era solo la segunda serie animada que involucraba a King World Productions en ser transmitida (la otra era el spin-off animado de The Little Rascals, que se emitió en ABC de 1982 a 1984).
Emitido por primera vez el 12 de septiembre de 1992, el programa se emitió durante dos temporadas de trece episodios cada una. Desde 1992 hasta 1999 también se emitió en Canndá por YTV. De 1998 a 2001 la serie apareció en reposiciones en Toon Disney.

## Argumento y caracterización
Como muchos dibujos animadas de su tiempo, los vaqueros de Moo Mesa se trata de una mutación de algún tipo. En este caso, un cometa irradiado golpeó las llanuras occidentales de finales del siglo XIX creando una mesa de millas de altura envuelta en nubes. Todo lo que quedó atrapado en la parte superior de la mesa fue "mestizaje-vacuno" por la luz del "encuentro por la vaca" y "evolucionó" a un estado "bovipomórfico". Inspirada en viejas historias del Lejano Oeste, esta nueva comunidad bovina se desarrolló hasta el punto en que emularon el estilo de vida de esa época, incluidos los rufianes y los alguaciles corruptos necesarios. Sin embargo, su conocimiento de la vida en el Salvaje Oeste era limitado y, como tal, hubo que improvisar muchas cosas sobre su cultura para "llenar los espacios en blanco". Los conceptos de steampunk y Weird West se utilizaron a lo largo del desarrollo de la serie.
La serie se centra en tratar de mantener la justicia en el territorio fronterizo. Los infractores de la ley eran demasiado para que los reguladores corruptos de Cowtown (a saber, el alcalde Oscar Bulloney y el sheriff Terrorbull) los manejaran por sí mismos. Los ayudaban, quisieran o no, un grupo de fuerzas de paz conocidos como C.O.W.-Boys (la parte C.O.W. es la abreviatura de "Código del Oeste"). Liderados por Marshal Moo Montana, los C.O.W.-Boys también incluyeron a Dakota Dude y Cowlorado Kid. El mariscal Moo Montana y sus ayudantes estaban muy ocupados con varios rufianes y bandas de forajidos que asolaban la pacífica ciudad.

## Personajes

### C.O.W.-Boys
- Mariscal Montana MOO: Líder del C.O.W.-Boys y mariscal de Moo Mesa. Valiente y rápido en sus cascos, Moo Montana "lucha contra los malos y hace del Oeste un lugar más seguro para pastar". Vive según el Código de Occidente, que parece inventar a medida que avanza (como se ve en el episodio "The Big Cow Wow"). Tiene un arma que dispara insignias de estrellas. El nombre de su caballo es Cyclone.
- Dakota Dude: Dakota, el músculo de voz suave de la pandilla de Montana, posee un temperamento frío y rara vez se enoja, incluso en experiencias cercanas a la muerte (como se ve en "Dances with Bulls") y tiene miedo a las alturas. Dakota acordó casarse con Cowlamity Kate en Wedding Bull Blues para salvar la herencia de su padre. El nombre de su caballo es Rebelde.
- Cowlorado Kid: Un ganado Holstein que es el más joven del grupo y un mujeriego autoproclamado con una buena voz para cantar, independientemente de su habilidad con el lazo y la guitarra, además Cowlorado no es diputado todavía. En "Stolen on the River", intenta demostrar que es digno de ser un ayudante atrapando a Five Card Cud solo para meterse en problemas y ser rescatado por Dakota y Moo. El nombre de su yegua es Jezabel.

### Personajes secundarios
- Lily Bovine: Una camarera, ex corista y propietaria de un salón local llamado The Tumbleweed. Lily es el interés amoroso de Moo Montana. Su mejor amiga es Cowlamity Kate.
- Cody Calf: Apodado "Calf-Pint" por Moo y su pandilla, idolatra al marshall y cuando sea mayor espera ser él mismo un Lawcow. Aparentemente está relacionado con Lily Bovine de alguna manera y vive con ella, aunque no parece ser su hijo. Como todos los demás, se refiere a ella como "Miss Lily". Aunque bien intencionado, a menudo se mete en serios problemas al tratar de "ayudar" a las fuerzas de la ley, pero ha sido un activo útil en varias ocasiones.
- Cowlamity Kate Cudster: Una ranchera poco femenina y operadora de la altamente rentable Golden Cud Mine. Ella es tan trabajadora y dura como cualquier toro, y tiene suficiente habilidad con un lazo para avergonzar a Cowlorado. Le devuelve los sentimientos románticos de Dakota donde una vez le dio el sombrero que usa y casi se casa con él en "Wedding Bull Blues". En "La potranca más rápida del oeste", se revela que Cowlamity Kate tiene una prima llamada Cowleen. Su nombre es un juego con el de la famosa heroína del Lejano Oeste Calamity Jane.
- Puma Un residente de Cowtown que es zapatero.
- J.R. Un bisonte indio que ocasionalmente ayuda a Moo, Dakota y Cowlorado si la situación lo necesita. Tiende a divagar sobre los principios científicos de sus inventos que los chicos de C.O.W. no quieren escuchar y se les pide que les muestren cómo funciona.
- Buffalo Bull un bisonte que trabaja como herrero en Cowtown.
- Jack un conejo que trabaja como operador de telégrafos de Cowtown.

### Villanos
- Alcalde Oscar Bulloney: El codicioso y corrupto alcalde de Cowtown en Moo Mesa, Bulloney manipula las elecciones (como se ve en "Stolen on the River") y hace que los impuestos sean tan altos que Masked Bull lo compara con el robo. También se desempeña como juez de paz y presidente del Banco de Cowtown.
- Sheriff Terrorbull: Seleccionado por el corrupto alcalde Bulloney, Terrorbull usa su insignia de sheriff para ocultar sus malas intenciones, también se disfraza como El Toro Enmascarado.
  - Saddle Sore: un escorpión y uno de los secuaces cómicamente ineptos del Sheriff Terrorbull. Es un poco más inteligente y valiente que Boot Hill Buzzard, pero solo un poco.
  - Boot Hill Buzzard: un buitre que es el otro secuaz cómicamente inepto del Sheriff Terrorbull. Como el más tonto de los dos, a menudo se le sobrecarga más de lo que le corresponde en el trabajo pesado, especialmente si el trabajo implica algo vergonzoso o poco atractivo (como el travestismo). Su nombre está tomado de un término del argot del viejo oeste para un cementerio.
- Skull Duggery: Tom Duggery era un minero mezquino que había apostado por la montaña Skull. Había encontrado plata y la había escondido en una cámara secreta dentro de la misma.
- Murciélago Blastagun: Un murciélago fuera de la ley. Él y su banda le causaron problemas a Miller Glen, donde incluso superaron al Sheriff T-Bone.
  - Gil: un lagarto que forma parte de la pandilla de Bat Blastagun. Se muestra que lleva a un miembro de la serpiente sin nombre de la pandilla de Bat Blastagun.
  - Sid: una araña que forma parte de la pandilla de Bat Blastagun. Maneja una pistola que dispara telarañas.

## Lanzamiento en VHS
Sony Wonder lanzó la serie completa, producida por DIC Entertainment.

## Tema Musical
El tema fue cantado por el artista country Billy Dean.

## Otras Apariencias
- Hasbro lanzó una línea de juguetes con diseños que recuerdan a las figuras de Playmates Toys de las Tortugas Ninja.

## En otros medios

### Videojuegos
El 19 de noviembre de 1992 Konami también lanzó un juego de arcade para cuatro jugadores en Norteamérica y Europa. Ryan Brown trabajó en estrecha colaboración con Konami en el desarrollo del juego. El juego es un juego de correr y disparar de desplazamiento lateral similar al juego anterior de Konami, Sunset Riders.

### Libro de historietas
En 1992-1993 Archie Comics publicó una serie limitada de tres números basada en Los vaqueros de Moo Mesa, que fue escrita por Doug Brammer, colaborador de Brown desde hace mucho tiempo.